# Emil Ziehl

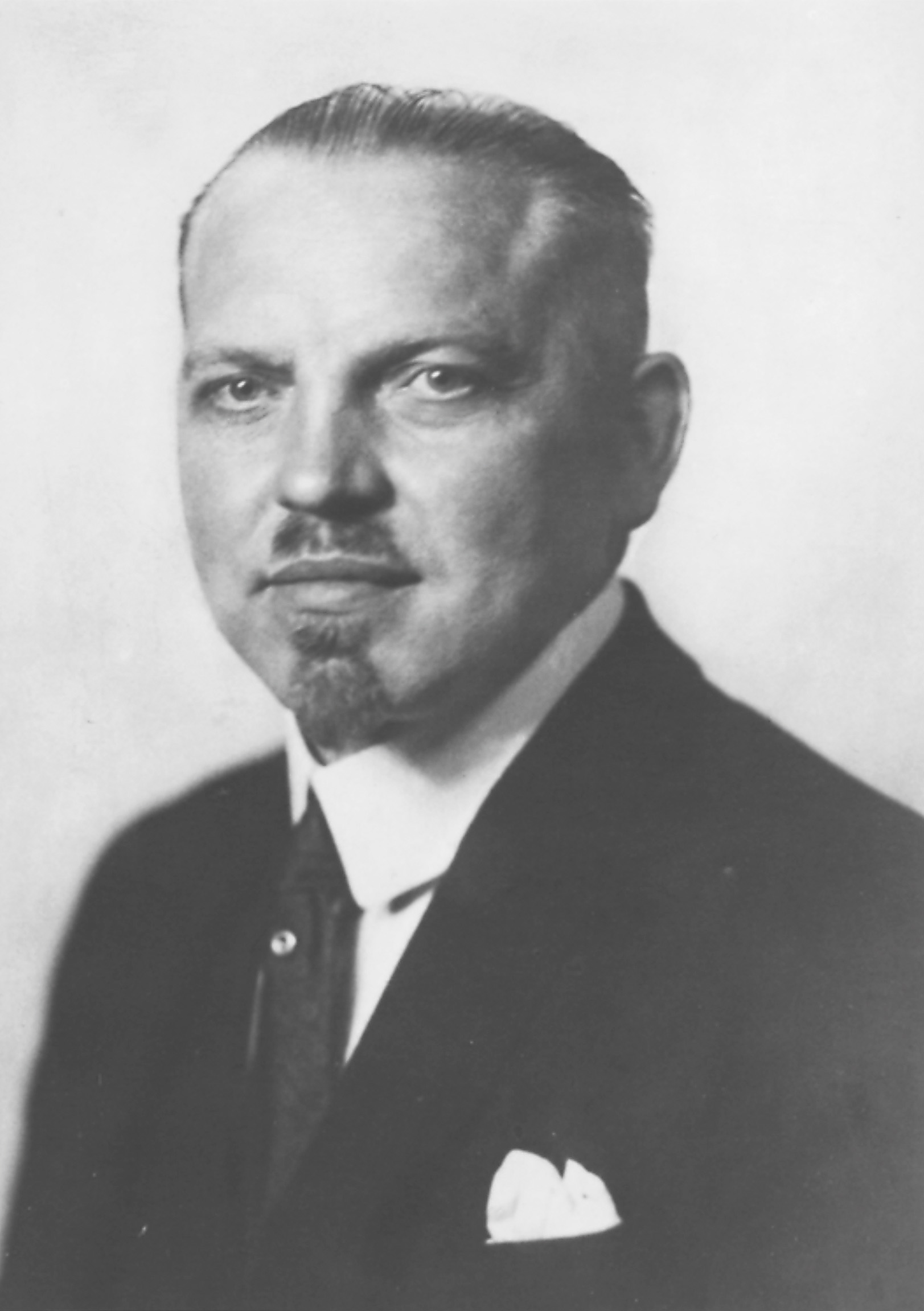
Emil Ziehl

Firma de Emil Ziehl

Emil Ziehl (1873-1 de junio de 1939) fue un ingeniero y empresario alemán.
Emil Ziehl creció junto a cinco hermanos en la herrería de su padre en Brandenburgo, en la cual debió haber sido aprendiz. Debido al talento mostrado al dibujar, su maestro escolar convenció al padre de Emil de enviarlo a la Escuela de Dibujo de Rackow en Brandeburgo. Después visitó la Universidad Técnica de Berlín.
Por recomendación de su professor empezó a trabajar como ingeniero en AEG. En el desarrollo de motores eléctricos fue pionero en medición y control de generadores. En 1897 cambió a Berliner Maschinenbau AG, donde desarrolló el primer rotor accionado con electricidad en suspensión cardánica y de esta manera también el primer motor de rotor externo. La patente alemana se obtuvo en 1904, mientras que la patente americana fue otorgada el 27 de noviembre de 1900.
Junto al investor sueco Eduard Abegg, Emil Ziehl fundó a principios del 1910 la compañía Ziehl-Abegg. Ziehl había depositado grandes esperanzas en Abegg, cuya tarea era desarrollar turbinas eólicas. Con el logo de la compañía puesto ya en circulación, fue constatado que Abegg no tenía los medios financieros prometidos y que la patente inscrita no era válida. Abegg dejó la compañía dos meses después.
Emil Ziehl tuvo 3 hijas y dos hijos. El mayor, Günther Ziehl, nació el 5 de septiembre de 1913. El menor, Heinz, nació en 1917. Günther Ziehl empezó sus estudios en la Universidad Técnica de Berlin-Charlottenburg y dirigió la empresa familiar al poco tiempo.
La comunidad de Schöntal en Baden-Württemberg reconoció la obra de Emil Ziehl el 2015, y nombró una calle con su nombre (Emil-Ziehl-Straße) en la localidad de Bieringen, donde se encuentra ubicada una planta de producción de Ziehl-Abegg. Este honor fue otorgado por motivo de las celebraciones de los 50 años de producción en Bieringen-Schöntal por la alcaldesa Patrizia Filz al nieto de Emil Ziehl, Uwe Ziehl.

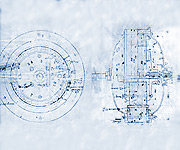
Primer diseño de un motor de rotor externo
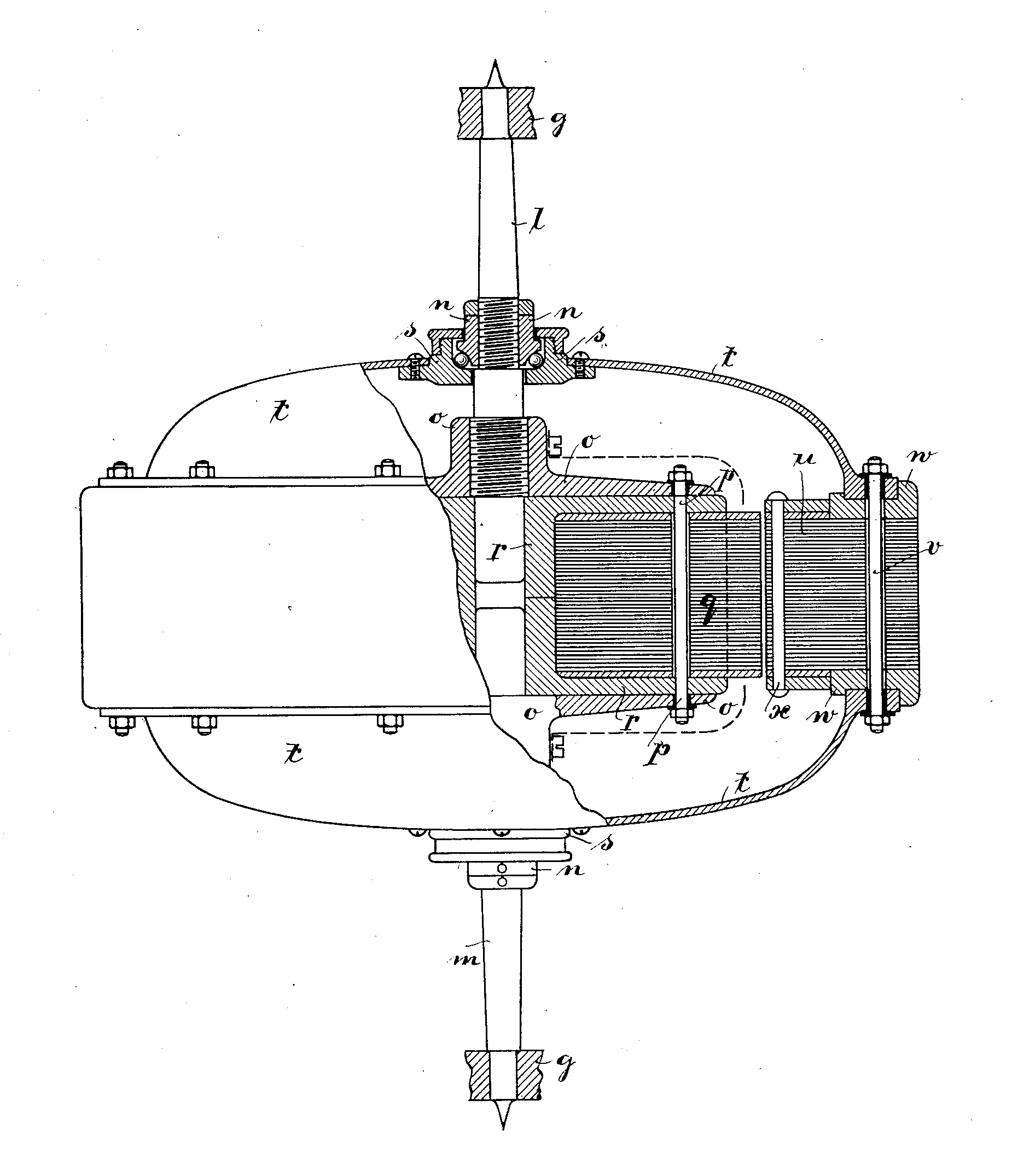
Dibujo del motor de rotor externo en la patente US662484 A